# Spök
Spök! är en musikal från 1981 av Björn Skifs och Bengt Palmers med sångtexter av Bo Carlgren.

## Historia
"Skräckmusikalen", som den kallades trots att den var en musikalkomedi, hade premiär på Maximteatern i Stockholm 1 oktober 1981. Medverkande var bl.a.  Björn Skifs, Martin Ljung, Kerstin Bagge, Monica Dominique och Elisabeth Andreasson. Musiken arrangerades av Anders Berglund och uppsättningen producerades av Bengt Palmers. Hans Marklund koreograferade. Spök! gavs ut på skiva (dubbelalbum) av EMI 1982. Spök! spelades under fyra säsonger och blev den mest sedda svenskskrivna musikalen genom tiderna. Rekordet övertogs senare av Kristina från Duvemåla.
Hösten 2013 sattes en ny version upp på Cirkus i Stockholm med Måns Zelmerlöw, Loa Falkman, Sussie Eriksson och Lena Philipsson i huvudrollerna. 

## Handling
"Den Store Popidolen B" är den sista levande släktingen till den välkände musikern Anders Schöön och ärver därför ett avlägset slott utan att veta att slottet hemsöks av spökena efter Schööns två övergivna älskarinnor - som har dödat alla andra män i släkten och nu tänker döda den sista släktingen också.

## Uppsättningar
| Roll                         | Maximteatern 1981    | Cirkus 2013                         |
| ---------------------------- | -------------------- | ----------------------------------- |
| Regi                         | Peter Flack          | Pernilla Skifs                      |
| Koreografi                   | Hans Marklund        | Roine Söderlundh och Pernilla Skifs |
| Scenografi                   | Bengt Palmers        | Bengt Fröderberg                    |
| Den Store Popidolen B/ Dante | Björn Skifs          | Måns Zelmerlöw                      |
| Bernhard                     | Martin Ljung         | Loa Falkman                         |
| Giljotina                    | Kerstin Bagge        | Lena Philipsson                     |
| Salmonella                   | Monica Dominique     | Sussie Eriksson                     |
| Nellan                       | Elisabeth Andreasson | Marit Eriksson                      |
| Tina                         | Mia Lindgren         | Liza Sandberg                       |
| Anna                         | Bibbi Carlo          | Ulrika Ånäs                         |
|                              | Jill Ung             |                                     |

## Låtlista
1. Ve och fasa! (instrumental)
2. Schööns sång (instrumental)
3. Stackare, stackare - B
4. Balladen om Bränningehus - Bernhard
5. Hämnd ljuva hämnd - Giljotina, Salmonella, Bernhard
6. När jag spelar på dej - B
7. Inga män - Giljotina, Salmonella
8. Är det någonting där ute? - B
9. Vart tog dom vägen? - hela gänget
10. Förföra och förgöra - Giljotina, Salmonella
11. Spök! - B, Giljotina, Salmonella, Bernhard
12. Fångad i en dröm - B
13. Men jag saknar kärleken - Giljotina, Salmonella
14. Polare - B
15. Betuttad igen - Tina, Nellan
16. Brottarlång tango - Bernhard
17. Säg inget mer (Schööns sång) - B
18. Uppgörelsen - Giljotina, Salmonella, Tina, Nellan
19. Äventyrens man - B
20. Vill ut på vägen igen - B, Bernhard